# Stanley Krippner
Dieser Artikel wurde auf der Qualitätssicherungsseite des Wikiprojekts Psychologie eingetragen. Dies geschieht, um die Qualität der Artikel aus dem Themengebiet Psychologie zu verbessern. Dabei werden Artikel verbessert oder auch zur Löschung vorgeschlagen, wenn sie nicht den Kriterien der Wikipedia entsprechen. Hilf mit bei der Verbesserung und beteilige dich an der Diskussion im Projekt Psychologie.
Stanley Krippner (* 4. Oktober 1932 in Edgerton, Wisconsin, USA) ist ein US-amerikanischer Psychologe, Parapsychologe und Professor der Psychologie an der Saybrook Universität in Oakland, Kalifornien. Seine Forschungsschwerpunkte liegen auf den Gebieten der Transpersonalen Psychotherapie und der Transpersonalen Psychologie, der Bewusstseinsforschung, der Schamanismusforschung (schamanische und spirituelle Heilmethoden), der Hypnose- und Traumforschung, Telepathie und auf parapsychologischen Phänomenen.

## Leben

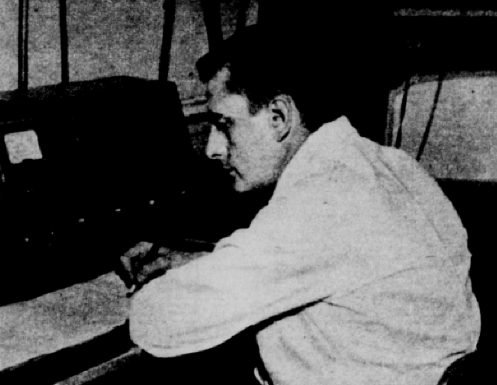
Stanley Krippner in seinem Traumlabor, 1969

Krippner wurde als Sohn eines deutschstämmigen Farmers geboren und beschäftigte sich, nach eigenen Angaben, bereits seit seiner Kindheit mit parapsychologischen Phänomenen, mit denen er in Berührung gekommen sei. Als Jugendlicher zeichnete er seine Träume auf und wertete diese Aufzeichnungen anhand populärwissenschaftlicher Veröffentlichungen zur Traumdeutung aus.
Seinen frühen Neigungen nachgehend begann er zunächst ab dem Jahr 1954 ein Studium der Philosophie und Psychologie an der University of Wisconsin, Madison, das er schließlich 1957 an der Northwestern University, Evanston, Illinois, abschloss. Im Jahr 1961 promovierte er dort in Psychologie. Neben dem Studium betätigte er sich als Sprachtherapeut an unterschiedlichen Schulen. Von 1961 bis 1964 war er Leiter des „Child Study Center“ an der Kent State University, Kent, Ohio. Von dort wechselte er 1964 zum Maimonides Medical Center, Brooklyn, New York, wo er bis 1973 Direktor des Traum-Forschungslabors war. Bereits in dieser Zeit hielt er engen Kontakt mit den Parapsychologen Gardner Murphy, dessen Assistent er für einige Zeit auf Hawaii war, und Montague Ullmann.
Krippner wurde Mitglied der American Psychological Association (APA), des größten nordamerikanischen Fachverbandes für Psychologen, deren Präsident er von 1980 bis 1981 war. Weiterhin war er Leiter der Sektion 30 der APA, der Gesellschaft für Psychotherapeutische Hypnose. Im Jahr 2002 erhielt er von der APA die Auszeichnung für herausragende Verdienste um die Weiterentwicklung der Psychologie.
Krippner gilt als Pionier der Bewusstseinspsychologie, über die er seit etwa 1964 mit den Schwerpunkten Traumforschung und -deutung, Hypnose, Schamanismus, vor allem mit und aus interkultureller Perspektive, forscht und den Schwerpunkt hierbei auf anomale Phänomene legt, die gängigen wissenschaftlichen und gesellschaftlichen Vorstellungen und Normen widersprechen. Seine Forschungs- und Vortragsreisen führten ihn über alle Kontinente. Ebenso hält er in vielen Ländern der Erde Seminare und Workshops ab.
Im Jahr 2009 war Krippner in der Filmdokumentation Cognition Factor neben Rupert Sheldrake, Terence McKenna (Ethnoparmakologe), Ralph Abraham (Mathematiker/Chaosforschung), Ralph Metzner (Psychologe/Harvard) und anderen namhaften Wissenschaftlern zu sehen. Der Film handelte von Antworten auf die Big Five-Fragen.

## Parapsychologische Forschung mit psychoaktiven Substanzen
Ein Forschungsschwerpunkt Krippners besteht in der Untersuchung parapsychologischer Aspekte von Bewusstseinszuständen, die mit Hilfe psychoaktiver Substanzen beeinflusst wurden. Er verabreichte den Versuchsteilnehmern seiner experimentellen Studien Marihuana, LSD oder Psilocybin. Dabei fand er heraus, dass die Erfahrungen der Probanden eher anekdotische Schilderungen wiedergeben und dass die Probanden in der Selbsteinschätzung über gesteigerte „paranormale Fähigkeiten“ während der Wirkphase dieser Substanzen berichteten. Krippner betrachtete in diesem Forschungsfeld vor allem die damit verbundenen gesundheitlichen und psychischen Probleme.

## Publikationen
Bücher (Auswahl), auf Deutsch erschienen:
- 1975: Lichtbilder der Seele – Psi sichtbar gemacht – Alles über Kirlians Aurafotografie, Krippner/Daniel Rubin, Verlag Scherz
- 1982: Traumtelepathie. Telepathische Experimente im Schlaf, Stanley Krippner/Montague Ullmann, J. Kamphausen Verlag, ISBN 978-3-591-08045-3.
- 1983: Spirituelles Heilen. Zwei wissenschaftliche Aufsätze zum Phänomen Schamanismus, Verlag Dusslingen Thunder Circle
- 1984: Sowjetische Parapsychologie. Fiktion oder Realitaet? – Offizielle sowjetische Stellungnahmen zur Parapsychologie, Krippner/E. Bauer
- 1986: Heilen und Schamanismus: Dokumente anderer Wirklichkeiten (mit Alberto Villoldo), Verlag Sphinx, ISBN 978-3-85914-168-1.
- 1987: Zwischen Himmel und Erde: Spirituelles Heilen der Schamanen, Hexen, Priester und Medien, Krippner/Patrick Scott, Chiron Verlag, ISBN 978-3-925100-05-5.
- 1996: Jahrbuch für Transkulturelle Medizin und Psychotherapie /Yearbook of Cross-Cultural Medicine and Psychotherapy, Krippner/Kalweit/Andritzky, VWB-Verlag, ISBN 978-3-927408-95-1.
- 1998: Persönliche Mythologie – Die psychologische Entwicklung des Selbst, Krippner/David Feinstein, Heyne, ISBN 978-3-453-13289-4.
- 2007: Das Dr. Fritz-Phänomen: Auf den Spuren eines brasilianischen Trancechirurgen, Krippner/Masao Maki, Verlag Michaels, ISBN 978-3-89539-518-5.

Bücher (Auswahl), auf Englisch erschienen:
- 2012 – The Voice of Rolling Thunder: A Medicine Man's Wisdom for Walking the Red Road (with Sidian Morning Star Jones). (Bear & Company) ISBN 1-59143-133-6.
- 2011 – Demystifying Shamans and their World: A Multidisciplinary Study (with Adam Rock). (Imprint-Academic)
- 2010 – Haunted by Combat: Understanding PTSD in War Veterans, Rev. ed. (New Epilogue, with Daryl S. Paulson). (Rowman & Littlefield)
- 2007 – Haunted by Combat: Understanding PTSD in War Veterans, Including Women, Reservists, and Those Coming Back from Iraq (with Daryl S. Paulson). (Praeger Security International)
- 2006 – The Mythic Path, 3rd ed. (with David Feinstein). (Energy Psychology Press)
- 2004 – Becoming Psychic: Spiritual Lessons for Focusing Your Hidden Abilities (with Stephen Kierulff). (New Page Books) ISBN 1-56414-755-X.
- 2002 – Extraordinary Dreams and How to Work with Them (with Fariba Bogzaran & Andre Percia de Carvalho). (SUNY Press)
- 1997 – The Mythic Path (with David Feinstein). (Jeremy P. Tarcher/Putnam) ISBN 0-87477-857-3.
- 1993 – A Psychiatrist in Paradise: Treating Mental Illness in Bali (with Denny Thong and Bruce Carpenter). (White Lotus Press) ISBN 974-8495-77-9.
- 1992 – Spiritual Dimensions of Healing: From Tribal Shamanism to Contemporary Health Care (with Patrick Welch). (Irvington Publishers) ISBN 0-8290-2462-X.
- 1989 – Dream Telepathy: Experiments in Nocturnal ESP, 2nd ed. (with Montague Ullman and Alan Vaughan)(McFarland Publishers) ISBN 1-57174-321-9.
- 1988 – Personal Mythology: The Psychology of Your Evolving Self (with David Feinstein). (Jeremy P. Tarcher) ISBN 0-87477-483-7.
- 1988 – Dreamworking: How to Use Your Dreams for Creative Problem-Solving (with Joseph Dillard). (Bearly Ltd.) ISBN 0-943456-25-8.
- 1987 – Healing States (with Alberto Villoldo). (Fireside Books/Simon & Schuster) ISBN 0-671-63202-7.
- 1986 – The Realms of Healing, 3rd ed. (with Alberto Villoldo). (Celestial Arts Press) (rev. ed. 1977) ISBN 0-89087-474-3.
- 1980 – Human Possibilities: Mind Research in the USSR and Eastern Europe (Anchor/Doubleday Books) ISBN 0-385-12805-3.
- 1976 – Song of the Siren: A Parapsychological Odyssey (Harper & Row) ISBN 0-06-064786-8.
- 1974 – Dream Telepathy: Experiments in Nocturnal ESP (with Montague Ullman and Alan Vaughan). (Macmillan)
- 1971 – Shamlet: The Tragicall Historie of Hamlet, Prince of Denmark (Exposition Press)

## Filmdokumentationen
- The Joe Rogan Experience, 2009, Comedy – Talk-Show, TV, USA[10]
- Cognition Factor, 2006, Filmdokumentation, Headspace Studios, USA.
- Exploring Psychic Powers Live, 1989, TV-Movie, USA.[11]
- The Amazing World of Psychic Phenomena, 1976, Filmdokumentation, USA.[12]

## Auszeichnungen
- 1985: University of Georgia, Bicentennial Award
- 1992: American Psychological Association (APA), Division 32 Charlotte and Karl Buhler Award
- 1998: Association for Humanistic Psychology, Pathfinder Award
- 1998: Parapsychological Association's Outstanding Career Award
- 2002: Dr. J.B. Rhine Award for Life-Time Achievement in Parapsychology
- 2002: American Psychological Association (APA), Division 30 Award for Distinguished Contributions to Professional Hypnosis
- 2002: American Psychological Association (APA), Award for Distinguished Contributions to the International Advancement of Psychology[13]
- 2006: International Association for the Study of Dreams (IASD), Lifetime Achievement Award
- 2013: Society for Clinical and Experimental Hypnosis, Human Treasure Award